# Випромінювач Лайман-альфа

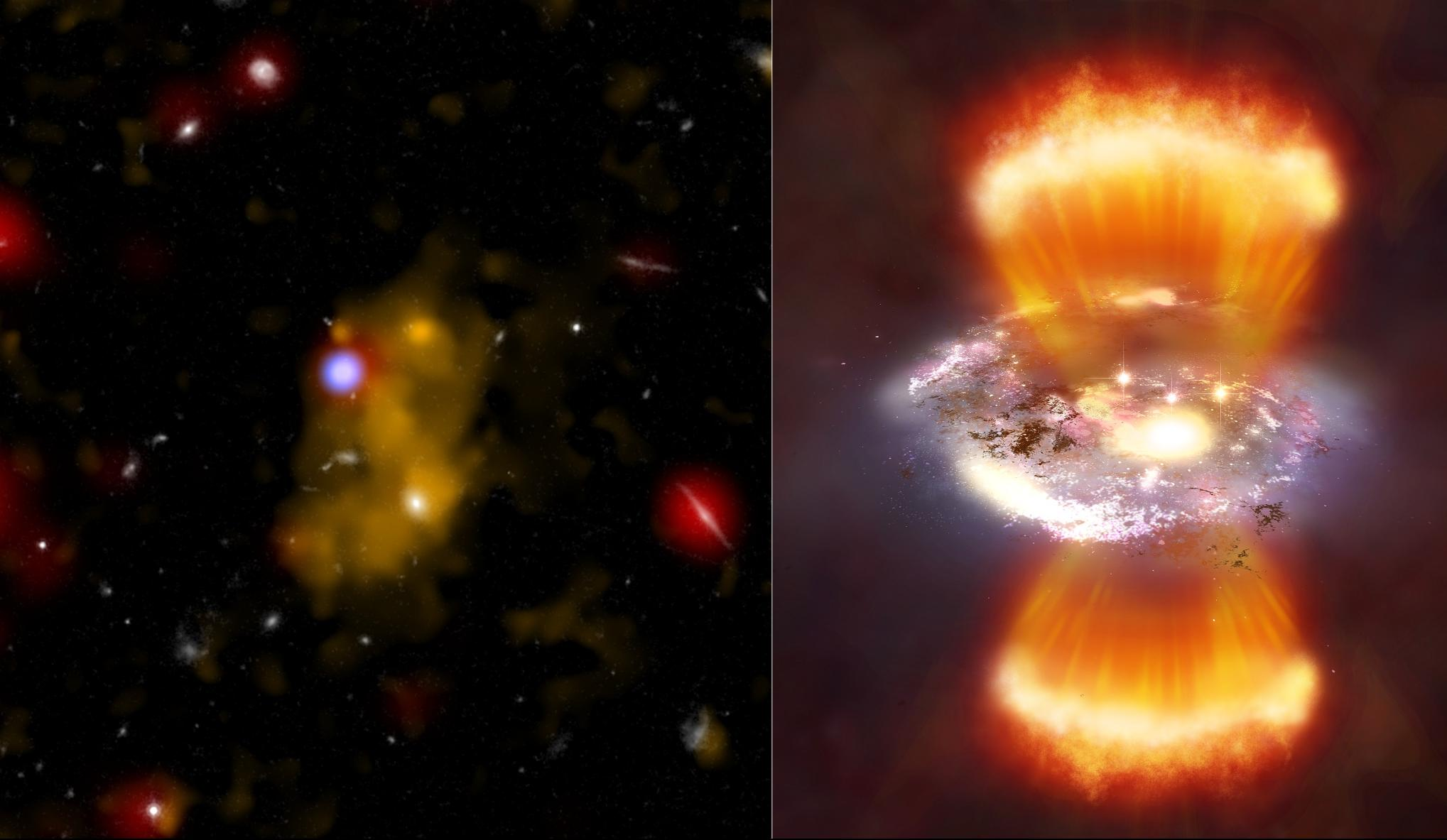
Випромінювач Лайман-альфа (ліворуч) і його художнє зображення з відносно близької відстані (праворуч).

Випромінювач Лайман-альфа (ВЛА) — тип далеких галактик, які характеризуються сильною лінією Лайман-альфа (лінія нейтрального водню).
Більшість відомих ВЛА надзвичайно віддалені, тому вони дають можливість вивчати в історію Всесвіту. Вважається, що з них утворилися більшість сучасних галактик типу Чумацького Шляху. Зараз ці галактики досить легко можна знайти за допомогою вузькосмугового пошуку за надлишком їхнього вузькосмугового потоку випромінювання на довжині хвилі, з якої можна визначити їх червоне зміщення:
{\displaystyle 1+z={\frac {\lambda }{1215.67\mathrm {\AA} }}}
де z — червоне зміщення, {\displaystyle \lambda } — спостережувана довжина хвилі, а 1215,67 Å — довжина хвилі лінії Лайман-альфа. Вважається, що лінія Лаймана-альфа в більшості ВЛА спричинена рекомбінацією міжзоряного водню, що був йонізованим під час спалаху зореутворення. Такий механізм випромінювання на лінії Лайман-альфа було вперше запропоновано як ознаку молодих галактик Брюсом Партріджем і Джеймсом Піблзом у 1967 році. Експериментальні спостереження червоного зсуву ВЛА є важливими в космології, оскільки вони відстежують гало темної матерії.

## Властивості
Випромінювачі Лайман-альфа зазвичай є галактиками з малою масою від 108 до 1010 M☉. Як правило, це молоді галактики віком від 200 до 600 млн років. Вони мають найвищу питому швидкість утворення зірок з усіх відомих галактик. Усі ці властивості вказують на те, що випромінювачі Лайман-альфа є важливими вказівками на «предків» сучасних галактик типу Чумацького Шляху.
Багато властивостей випромінювачів Лайман-альфа поки що не мають пояснень. Наприклад, частка вихідних фотонів на довжині лінії Лайман-альфа в цих галактиках дуже різняться. Є багато доказів того, що вміст пилу в цих галактиках може бути значним і, отже, затьмарює яскравість цих галактик. Також можливо, що анізотропний розподіл густини та швидкості водню відіграє значну роль у змінній частці вихідного випромінювання через довшу взаємодію фотонів із газоподібним воднем (променистий перенос енергії). Також дані вказують на сильну зміну частки вихідного випромінювання на довжині лінії Лайман-альфа з червоним зміщенням, що, швидше за все, пов'язане з накопиченням пилу в міжзоряному середовищі. Зараз вважається, що пил є основним чинником, що визначає частку фотонів Лайман-альфа. Крім того, металічність, властивоті відтоків матерії та детальна еволюція з червоним зміщенням ВЛА поки що є мало вивченими.

## Значення в космології
ВЛА є важливими зондами рейонізації та баріонних акустичних осциляцій. Також вони дозволяють досліджувати слабку частину функції світності при високому червоному зміщенні.
Сигнал баріонних акустичних осциляцій повинен бути явним у спектрі потужності випромінювачів Лайман-альфа при високому червоному зсуві. Баріонні акустичні осциляції — це відбитки звукових хвиль на масштабах, де тиск випромінювання врівноважував збурення густини матерії та гравітаційного колапсу в ранньому Всесвіті. Тривимірний розподіл характерно однорідного населення випромінювачів Лайман-альфа дозволить провести надійне космологічне дослідження. Вони є хорошим інструментом, тому що зміщення лінії Лайман-альфа, схильність галактик до формування в умовах найвищої густини основного розподілу темної матерії, можна змоделювати та врахувати. Випромінювачі Лайман-альфа мають надмірну щільність у кластерах.